# Molosek egipski
Molosek egipski (Nyctinomus aegyptiacus) – gatunek ssaka z podrodziny molosów (Molossinae) w obrębie rodziny molosowatych (Molossidae).

## Taksonomia
Gatunek i rodzaj po raz pierwszy zgodnie z zasadami nazewnictwa binominalnego opisał w 1818 roku francuski przyrodnik Étienne Geoffroy Saint-Hilaire nadając mu nazwę Nyctinomus Ægyptiacus. Holotyp pochodził z Gizy, w Egipcie. 
Autorzy Illustrated Checklist of the Mammals of the World uznają ten gatunek za monotypowy. 

### Etymologia
- Nyctinomus: gr. νυκτι- nukti- ‘nocny’, od νυξ nux, νυκτος nuktos ‘noc’; νομος nomos ‘mieszkanie, siedziba’[21].
- aegyptiaca: łac. Aegyptiacus ‘egipski, Egipcjanin’, od gr. Αιγυπτιακος Aiguptiakos ‘egipski’, od Αιγυπτος Aiguptos ‘Egipt’[22].

## Zasięg występowania
Molosek egipski jest bardzo szeroko rozpowszechniony w całej Afryce od Maroka, Algierii i północnego Egiptu (Kair) po południowo-zachodnią Południową Afrykę (Kapsztad), a także w południowo-zachodniej Arabii Saudyjskiej, Jemenie i wschodnim Omanie, południowym Iranie, wschodnim Afganistanie, Pakistanie, [[Indie}Indiach]] i Sri Lance; zasięg zoogeograficzny bardziej ciągły w południowej Afryce i bardzo niejednolity na północ od rzeki Zambezi.

## Morfologia
Długość ciała (bez ogona) 60–87 mm, długość ogona 30–50 mm, długość ucha 13–22 mm, długość tylnej stopy 7–12 mm, długość przedramienia 42–52 mm; masa ciała 9–22 g.
Wzór zębowy: I {\displaystyle {\tfrac {1}{2}}} C {\displaystyle {\tfrac {1}{1}}} P {\displaystyle {\tfrac {2}{2}}} M {\displaystyle {\tfrac {3}{3}}} = 30. Kariotyp w południowej Afryce wynosi 2n = 48 i FNa = 68.

## Ekologia

### Tryb życia
Molosek egipski jest jednym z najliczniejszych ssaków Bliskiego Wschodu. W ciągu dnia nietoperze te śpią w bardzo licznych grupach obejmujących tysiące osobników. Niemal każda większa szczelina skalna jest przez nie wykorzystywana, nawet wówczas, gdy jest już ona zajęta przez inne ptaki lub ssaki.  
Okres godowy przypada na końcówkę zimy. Samica wydaje na świat 1 młode po ciąży trwającej 77–84 dni. Zdarza się również, że po porodzie znów zachodzi w ciążę.